# 共姬
共姬，东周的王姬（公主），齊桓公夫人。
前683年（周庄王十四年、魯莊公十一年、齐桓公三年）冬，共姬嫁到齐国，鲁国主婚，齐桓公到鲁国迎接共姬。共姬無子，去世后，諡号为共。桓公的嬖妾長衛姬生無虧，少衛姬生齊惠公元，鄭姬生齊孝公昭，葛嬴生齊昭公潘，密姬生齊懿公商人，宋華子生公子雍。